# Mexikanische Königsnatter
Die Mexikanische Königsnatter oder San-Luis-Potosi-Königsnatter (Lampropeltis mexicana) ist eine Schlange aus der Familie der Nattern (Colubridae). Sie kommt mit drei Unterarten im Norden Mexikos und äußersten Süden von Texas vor. Molekularbiologische Untersuchungen weisen darauf hin, dass es sich bei der Mexikanischen Königsnatter nicht um eine monophyletische Art handelt, sondern um ein polyphyletisches Taxon und dass die Unterarten wahrscheinlich unabhängige Arten darstellen.

## Merkmale
Mexikanische Königsnattern erreichen eine Länge von knapp über einem Meter. Der Kopf mit großem Auge mit punktförmiger Pupille ist nur schwach vom Hals abgesetzt. Die Färbung ist sehr variabel, auf einer Grundfärbung, die verschiedene Grautöne annehmen kann, liegen zahlreiche rote, weiß und/oder schwarz umrandete Sattelflecke. Vor dem kurzen und breiten Frontalschild liegen zwei große Präfrontalschilde, die an zwei kleine Internasalschilde anschließen. Die Zahl der Supralabialschilde beträgt sieben, die der Infralabialschilde acht bis elf. Die Rückenschuppen sind glatt und liegen in der Körpermitte in 21 bis 25, meist 23 Reihen. Es sind 190 bis 212 Ventralschilde, 51 bis 65 Subkaudalschilde und ein ungeteilter Analschild vorhanden.

### Lampropeltis mexicana mexicana
Die Nominatform kommt in San Luis Potosi, Guanajuato und Zacatecas in bis 1800 Metern Höhe vor. Sie weist bis zu 46 Sattelflecke auf, die mehr oder weniger viereckig und dunkel- bis leuchtendrot mit einer schwarzen und darum weißen Umrandung sind. Auf dem Nacken liegt ein Y-förmiger Fleck, der Bauch ist hell und dunkel gefleckt. Die Zahl der Ventralschilde liegt bei maximal 200.

### Lampropeltis mexicana greeri
Diese Unterart kommt im Süden von Durango in 1800 bis 2400 Metern Höhe vor. Die bis zu 38 Sattelflecke sind schwarz mit meist rotem Zentrum und weißem Rand und reichen bis auf die Flanken, die Grundfärbung ist meist heller als bei der Nominatform. Die Kopfoberseite ist grau mit schwarzen Flecken. Der Nackenfleck ist länglich mit konvexem vorderen Rand, der Bauch weißlich mit verstreuten schwarzen Flecken.

### Lampropeltis mexicana thayeri

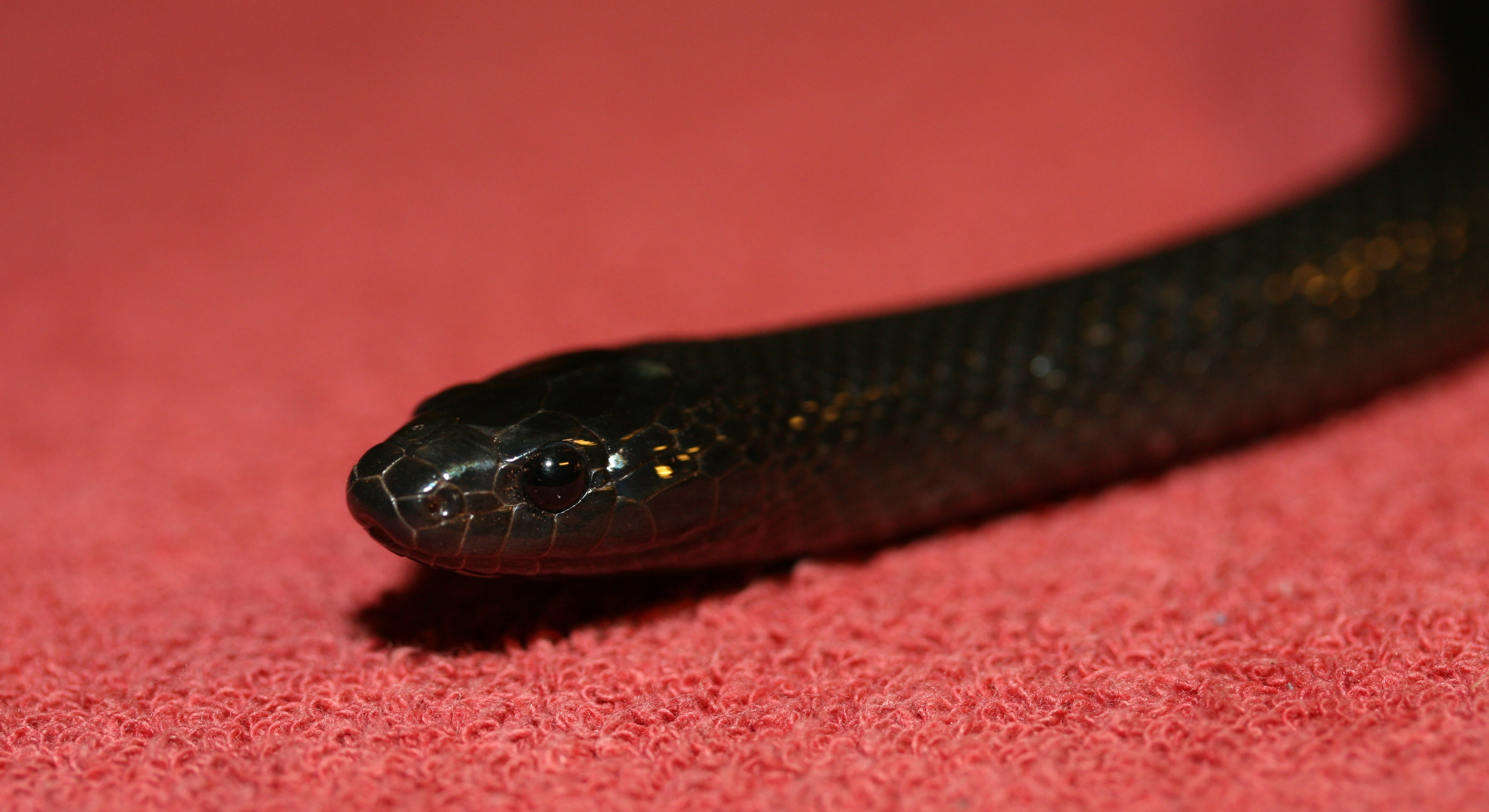
Lampropeltis mexicana thayeri – melanotisches Tier

Diese im Süden von Nuevo Leon und an den östlichen Abhängen des mexikanischen Plateaus in 1200 bis 2000 Metern Höhe vorkommende Unterart weist eine hochvariable Färbung auf, wobei verschiedene Varianten innerhalb eines Wurfs vorkommen können. Die „Leonis“-Variante weist über 28 rote Sattelflecke mit schwarzem Rand auf, die „Milksnake“-Variante 24 bis 26 solcher Flecke auf hellem Grund. Daneben treten albinotische und melanotische Individuen auf. Die Zahl der Ventralschilde liegt bei über 195.

## Lebensweise
Mexikanische Königsnattern sind vorwiegend dämmerungs- und nachtaktiv und halten sich tagsüber unter Steinen und in Felsspalten versteckt. Als Beutetiere dienen Echsen und in geringerem Umfang auch kleine Säugetiere. Die Paarungszeit dauert nach vier bis fünf Monaten Winterruhe von März bis Anfang Mai. Die Art legt Eier.